# 2018 en photographie
| Années de la photographie : 2015 - 2016 - 2017 - 2018 - 2019 - 2020 - 2021    |
| Décennies de la photographie : 1980 - 1990 - 2000 - 2010 - 2020 - 2030 - 2040 |

Cet article présente les faits marquants de l'année 2018 en photographie.

## Festivals et congrès photographiques
- Festival de l'oiseau et de la nature du 21 au 29 avril
- 116e congrès de la Fédération photographique de France à Pontivy du 10 au 14 mai
- 4e édition de la foire Photo London, Somerset House, Londres, du 17 au 20 mai 2018
- 55e édition de la foire internationale de la photo de Bièvres, les 2 et 3 juin 2018
- 49e Rencontres d'Arles du 2 juillet au 23 septembre
- 34e congrès de la Fédération internationale de l'art photographique à Durban (Afrique du Sud) du 11 au 17 août
- Visa pour l'image à Perpignan du 1er au 16 septembre
- 6e édition du Festival Images Vevey • Biennale des arts visuels, sur le thème « Extravaganza - Hors de l’ordinaire », Vevey, Suisse, du 8 au 30 septembre 2018[1],[2]
- 80e congrès de la Photographic Society of America à Salt Lake City du 30 septembre au 6 octobre
- Paris Photo du 8 au 11 novembre
- Salon de la photo de Paris du 8 au 12 novembre
- Festival international de la photo animalière et de nature à Montier-en-Der du 15 au 18 novembre

## Prix et récompenses
- World Press Photo de l'année à Ronaldo Schemidt de l’Agence France Presse[3],[4]
- Prix Niépce à Stéphane Lavoué[5],
- Prix Nadar à Paul Fusco[6], pour The Train. 8 juin 1968. Le dernier voyage de Robert F. Kennedy (éditions Textuel)
- Prix Marc Ladreit de Lacharrière – Académie des beaux-arts à ?
- Prix HSBC pour la photographie à Antoine Bruy et Petros Efstathiadis
- Prix Bayeux-Calvados des correspondants de guerre - Trophée photo à ?
- Prix Carmignac du photojournalisme à Yuri Kozyrevet et Kadir Van Lohuizen[7]
- Prix Pierre et Alexandra Boulat : Jérôme Sessini (Magnum Photos) pour « La crise des opioïdes aux États-Unis ».
- Prix Roger-Pic à Laura El-Tantawy, pour In the Shadow of the Pyramids
- Prix Lucas Dolega à Narciso Contreras
- Prix Canon de la femme photojournaliste à ?
- Prix Picto à ?
- Prix Tremplin Photo de l'EMI à ?
- Prix Voies Off à ?
- Prix Révélation SAIF à ?
- Grand Prix Les femmes s'exposent à Julie Franchet[8].
- Prix Photo Fondation Yves Rocher à Marco Zorzanello[9].

- Prix Erich-Salomon à ?
- Prix culturel de la Société allemande de photographie à ?
- Prix Oskar-Barnack à Max Pinckers ( Belgique)
- Leica Newcomer Award : Mary Gelman ( Russie), pour sa série Svetlana
- Prix Leica Hall of Fame à Bruce Davidson (juin) et à  Jürgen Schadeberg (de) (novembre)
- Prix Hansel-Mieth à ?
- Zeiss Photography Award à Nick Hannes ( Belgique) pour la série Garden of Delight, une série d'images prise à Dubai, dans laquelle le photographe explor la société dubaïote à travers le prisme de la mondialisation.

- Prix national de portrait photographique Fernand Dumeunier à ?

- Prix Paul-Émile-Borduas à ?
- Prix du duc et de la duchesse d'York à ?

- Prix national de la photographie (Espagne) à ?

- Prix Ansel-Adams à ?
- Prix W. Eugene Smith à Mark Peterson
- Prix Pulitzer
  - Catégorie « Feature Photography » à ?
  - Catégorie « Breaking News » à Ryan M. Kelly, du quotidien The Daily Progress (en) pour ses photos de la voiture traversant la foule des contre-manifestants lors de la manifestation « Unite the Right » à Charlottesville[10].
- Prix Inge Morath à ?
- Prix Arnold-Newman pour les nouvelles orientations du portrait photographique à Viktoria Sorochinski
- Infinity Awards
  - Prix pour l'œuvre d'une vie à Bruce Davidson
  - Prix Cornell-Capa à ?
  - Prix de la publication Infinity Award à Dayanita Singh, Museum Bhavan
  - Infinity Award du photojournalisme à Amber Bracken
  - Infinity Award for Art à Samuel Fosso
  - Prix de la photographie appliquée à Alexandra Bell
  - Infinity Award Photographe émergent : Natalie Keyssar
  - Infinity Award Rédaction critique et recherche : Maurice Berger, pour sa rubrique intitulée Race Stories pour la section Lens du New York Times
- Lucie Awards
  - Lucie Award pour l'œuvre d'une vie à Lee Friedlander
  - Lucie Award Fine Art à ?
  - Lucie Award du photojournalisme à Raghu Rai
  - Lucie Award de la photographie documentaire à Jane Evelyn Atwood
  - Lucie Award de la photographie humanitaire à Shahidul Alam
  - Lucie Award du portrait à Joyce Tenneson
  - Lucie Award de la photographie de sport à Co Rentmeester
  - Lucie Award de la photographie d'architecture à ?
  - Lucie Award de la photographie de mode à Gian Paolo Barbieri
  - Lucie Award de la photographie de publicité à ?
  - Lucie Award de la femme photographe à ?
  - Lucie Award visionnaire à ?
  - Spotlight Award à Camera Club des Philippines
  - Lucie Award spécial à ?
- Prix Higashikawa
  - Photographe japonais à ?
  - Photographe étranger à ?
  - Photographe espoir à ?
  - Prix spécial à ?
- Prix Ihei Kimura à ?
- Prix Ken Domon à Tokiko Shioda
- Centenary Medal de la Royal Photographic Society : ?
- Prix international de la Fondation Hasselblad à Oscar Muñoz[11],[12]
- Prix suédois du livre photographique à ?
- Prix Lennart Nilsson à ?
- Prix Haftmann à ?
- Prix Pictet à ?
- Photographe Swiss Press de l'année à Guillaume Perret

## Grandes expositions
- Edmund Clark (en), The Day the Music Died, travail sur les mesures mises en œuvre pour protéger les citoyens contre la menace du terrorisme international, International Center of Photography, New York, du 26 janvier au 6 mai [13] ;
- Then They Came for Me : Incarceration of Japanese Americans during World War II ; l'exposition présente un épisode sombre de l'histoire des États-Unis pendant la Seconde Guerre mondiale, lorsque, au nom de la sécurité nationale, le gouvernement, en application  du décret signé par le président Franklin D. Roosevelt le 19 février 1942, a incarcéré 120 000 personnes d'ascendance japonaise sans procédure régulière et sans respecter les garanties constitutionnelles auxquelles elles avaient droit, International Center of Photography, New York, du 26 janvier au 6 mai 2018 [14], avec notamment des photos de Dorothea Lange, Ansel Adams et du photographe Toyo Miyatake, lui-même incarcéré.
- La Beauté des lignes, une sélection de chefs-d’œuvre de l'histoire de la photographie issus de la collection de Sondra Gilman et Celso Gonzalez-Falla, avec des photographies notamment de Berenice Abbott, Eugène Atget, Robert Adams, Walker Evans, Vik Muniz, Man Ray, Hiroshi Sugimoto, Nan Goldin ou encore Lee Friedlander, Photo Elysée, Lausanne, du 31 janvier au 6 mai 2018[15].
- André Kertész : Un grand maître de la photographie du XXe siècle, Palais Ducal, Gênes, du 27 avril au 29 septembre 2018 [16].
- Willy Ronis par Willy Ronis, exposition rétrospective, en partenariat avec la Médiathèque du patrimoine et de la photographie - Ministère de la culture, présentant une sélection de 200 parmi les 590 photographies choisies par Willy Ronis lui-même de ce qu'il considère comme l'essentiel de son œuvre, Pavillon Carré de Baudouin, Paris 20e, du 27 avril 2018 au 2 janvier 2019 [17],[18]
- Memoria, photographies de James Nachtwey, Maison européenne de la photographie, Paris, du 30 mai au 29 juillet.
- Between Art & Fashion, Fondation Helmut Newton, Berlin - Photographies de la Collection Carla Sozzani : Berenice Abbott, David Bailey, Erwin Blumenfeld, Arthur Elgort, Hiro, William Klein, Yayoi Kusama, David LaChapelle, Annie Leibovitz, Man Ray, Duane Michals, Carlo Mollino, Sarah Moon, Daidō Moriyama, Paolo Roversi, Francesca Woodman, du 2 juin au 18 novembre 2018
- Fulvio Roiter : Photographies 1948 – 2007, Palais Ducal, Gênes, du 8 septembre 2018 au 24 février 2019 [19].
- Pionniers du modernisme américain — Ezra Stoller, Centre de photographie des Frères Lumières, Moscou, du 20 septembre 2018 au 3 février 2019 [20],[21].
- No Time, The McEvoy Foundation for the Arts, San Francisco. Exposition présentant les relations de l'homme avec le monde naturel dans le passé, le présent et le futur, réunissant 29 photographes, parmi lesquels Ansel Adams, Nobuyoshi Araki, Diane Arbus, Paul Caponigro, Lee Friedlander, Graciela Iturbide, Ralph Eugene Meatyard, Gordon Parks, Henry Wessel Jr., Garry Winogrand, du 21 septembre 2018 au 19 janvier 2019 [22].
- Jeff Wall - Appearance, Musée d'Art moderne Grand-Duc Jean, Luxembourg, 5 octobre 2019 - 6 janvier 2019 [23].
- Les Nadar : une légende photographique, Bibliothèque nationale de France, site François-Mitterrand, Paris, 16 octobre 2019 - 3 février 2019[24].
- Dorothea Lange, politiques du visible, Jeu de Paume, Paris, du 16 octobre 2018 au 27 janvier 2019 [25].
- Martine Franck, rétrospective, Fondation Henri-Cartier-Bresson, Paris, du 6 novembre 2018 au 10 février 2019[26].
- Photographie, arme de classe : la photographie sociale et documentaire en France, 1928-1936, Centre national d'art et de culture Georges-Pompidou, Paris, du 7 novembre 2018 au4 février 2019 [27].
- Sebastião Salgado, Déclarations, exposition présentant une trentaine d'images en grand format de Sebastião Salgado dans le cadre de la saison « En droits ! » pour commémorer les 70 ans de la Déclaration universelle des droits de l'Homme, Musée de l'Homme, Paris, du 8 décembre 2018 au 30 juin 2019  [28],[29],[30]

## Livres parus en 2018
- Alain Keler, Journal d'un photographe, Les Éditions de Juillet •  (ISBN 978-2-36510-063-2)[31].
- Joel Meyerowitz, Rétrospection, traduction Marie Delaby, Collection Textuel photographie, 354 p., Éditions Textuel •  (ISBN 978-2-84597-693-1)
- James Nachtwey, Memoria, réflexion individuelle et collective sur le thème de la guerre, textes de Giuseppe Sala, Filippo del Corno, Domenico Pirana, et Roberto Koch, 126 p., Éditions Contrasto •  (ISBN 978-8-86965-753-5)

## Décès
- 14 janvier : Erling Mandelmann, photographe danois, né le  18 novembre 1935.
- 24 février : 
  - Richard Ballarian, photographe américain, né le 27 novembre 1928.
  - Laurent Troude, photographe français, né le 4 février 1968.
- 16 avril : Robert M. Lindholm, photographe américain, connu pour ses photographies de paysages, né le 14 juin 1935.
- 25 avril : Abbas, photographe franco-iranien, né le 29 mars 1944.
- 28 avril : Art Shay, photographe et écrivain américain, né le 31 mars 1922.
- 30 avril (assassiné lors d'un attentat à la bombe) : Shah Marai, photojournaliste afghan, chef du service photo de l’AFP à Kaboul, né le 5 février 1977[32].
- 11 mai : Gérard Bois, qui signait Gérard-Aimé, photojournaliste français[33], né le 18 septembre 1943.
- 12 mai : Sam Nzima, photographe sud-africain[34], né le 8 août 1934.
- 7 juin : David Douglas Duncan, photographe américain, né le 23 janvier 1916.
- 19 juin : Guy-Michel Cogné, journaliste, éditeur, fondateur de la revue Chasseur d'images[35], né le 3 avril 1954.
- 25 juin : David Goldblatt, photographe sud-africain[36], né le 29 novembre 1930.
- 23 août : Hugo Jaeggi, photographe suisse, né le 15 mai 1936.
- 28 août : Erich Lessing, photographe autrichien[37], né le 13 juillet 1923.
- 20 septembre : Henry Wessel Jr., photographe américain, né le 28 juillet 1942.
- 25 septembre : Helena Almeida, photographe portugaise[38], née en 1934.
- 17 octobre : Ara Güler, photographe et  photojournaliste turc d'origine arménienne, né le 16 août 1928.
- 29 octobre : Gérald Bloncourt, peintre, poète et photographe haïtien, installé en France à la fin des années 1940[39], né le 4 novembre 1926.
- 3 novembre : Jean Mohr, photographe suisse, né le 13 septembre 1925.
- 1er décembre : Anwar Hossain, photographe bangladais, né le 6 octobre 1948.
- 25 décembre : François Brunet, universitaire français, historien des images et spécialiste de l'histoire de la photographie, né le 11 décembre 1960[40].

## Célébrations
Centenaire de naissance
- Charlotte Brooks
- Cornell Capa
- Henry Clarke
- Keiichirō Gotō
- Shigeo Hayashi
- Wayne Miller
- Christer Strömholm

Centenaire de décès
- Pau Audouard
- Arthur Batut
- Lydie Bonfils
- Paul Bunel
- Rudolf Dührkoop
- Antonio García Peris
- Martin Peter Gerlach
- Étienne Neurdein
- Leonídas Papázoglou
- Suzuki Shin'ichi I
- Giuseppe Wulz

Bicentenaire de naissance
- Antoine Samuel Adam-Salomon
- Frères D'Alessandri
- Joséphine Dubray
- Catherine Esperon
- Henri Le Secq
- Alphonse Plumier
- Franjo Pommer
- Paolo Salviati
- Pierre Trémaux